# カーミット

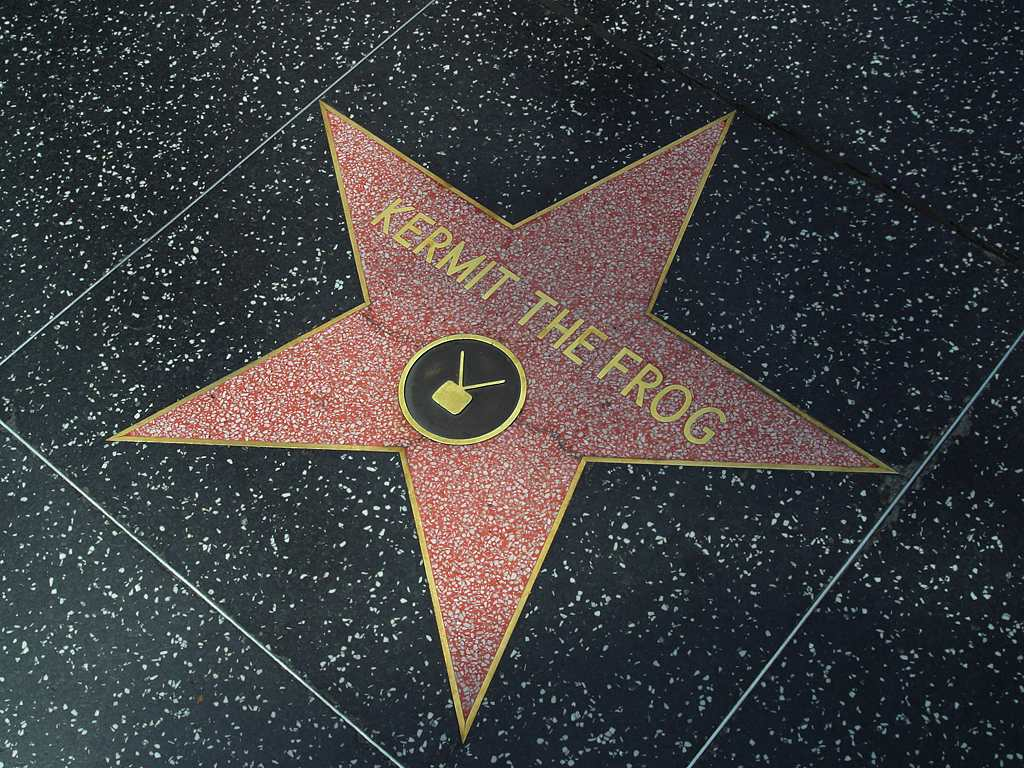
カーミットはハリウッド・ウォーク・オブ・フェームに星を持っている

カーミット（英: Kermit the Frog）は、『マペットショー』と『セサミストリート』に登場するカエルのマペットである。

## 概要
ジム・ヘンソンにより制作されたマペット第一号である。緑色をしており、『セサミストリート』ではインタビュー記者、『マペット・ショー』では司会進行役のメインキャラクターとして登場する。誕生日は定まっておらず、2月29日説と5月9日説と5月29日説がある。
ヘンソンにとって格別思い入れの強いキャラクターであり、彼の意向で数年間カーミットの正規キャラクターグッズは販売されていなかった。
1994年にイギリスの伝統校オックスフォード大学の弁論部で講演をしたこともある。
彼が歌った「レインボウ・コネクション」は、Billboard Hot 100で最高位25位を記録し、後にカーペンターズや元たまの柳原陽一郎がカヴァーした。
なお、ファイル転送用の通信プロトコル、およびそれを実装したプログラムである「カーミット」は、上記のマペットにちなんで名付けられた。
1990年、ジム・ヘンソンの死去とともにスティーヴ・ホイットマイアがカーミットの声優に就任したが、自身がカーミットを演じる唯一の存在であることを盾にした許容できない活動が問題視され解雇。2017年9月よりマット・ヴォーゲルが新たな声優に就任した。

## 日本語吹替
※太字は専属声優
| 担当声優 | 担当時期        | 担当作品 | 備考                                 |
| -------- | --------------- | --- | ------------------------------------ |
| 山田康雄 | 1981年          | マペットの夢みるハリウッド（LD版） マペット・ショー |                                      |
| 神谷明   | 1980年代        | マペットめざせブロードウェイ!（CBS/FOXビデオ版） |                                      |
| 不明     | 1986年          | マペット・ベイビーズ（パイロット版） |                                      |
| 富山敬   | 1992年          | ジム・ヘンソンのファンタジー・ワールド |                                      |
| 山寺宏一 | 1993年 - 1998年 | マペットのクリスマス・キャロル マペットの宝島 |                                      |
| 安原義人 | 1997年          | マペット放送局 |                                      |
| 大塚芳忠 | 1997年12月      | セサミストリート（テレビスペシャル版） |                                      |
| 真殿光昭 | 1998年4月 - ?   | マペットの夢みるハリウッド（Disney+版） セサミストリート（NHK教育版、1998年 - 2003年） ゴンゾ宇宙に帰る カーミットのどろんこ大冒険 マペットのメリー・クリスマス マペットめざせブロードウェイ!（ソニー版） マペット・ベビー マペット大集合! セサミストリート 50回目の誕生日 他多数 | マペッツ主演作品での担当時期は不明。 |
| 西脇保   | 2004年?         | セサミストリート（テレビ東京版、DVD版） |                                      |

## 主な出演
カーミットは、1955年5月9日にWRC-TVで放送された番組『Sam And Friends』で初登場。この時点でのカーミットはまだ試作品だったため、ヘンソンの母が持っていたターコイズ・ブルーのスプリングコートが使用され、目玉にはピンポン玉を2個も使用していた。

### マペッツ関連
『マペット・ショー』では司会者を務め、共同プロデューサーやステージの監督も務めていた。ジム・ヘンソンは、『カーミットの仕事は、自分の仕事とよく似ているね』と語っていたことがある。『マペット放送局』ではプロデューサーの他に、フロントマン、司会も担当している、また、パロディーのコーナーにもいくつか登場している（特に精神科医のコーナー）。ちなみに、カーミットを含むマペッツのキャラクターがウォルト・ディズニー・カンパニーに買収されるまでは、カーミットはジム・ヘンソン・カンパニーのマスコットキャラクターだった。人形については国立アメリカ歴史博物館で閲覧可能である。

### セサミストリート
元々はメインキャラクターの1人で、カーミットニュースのキャスターでも活躍している。ちなみに所有権はセサミワークショップではなく、マペッツ・スタジオ。セサミワークショップは、ジム・ヘンソン・カンパニーからマペットキャラクターの所有権を1億8000万ドルで買っていたことがあるが、カーミットは対象外だった。
コーナー
『文字と数字のコーナー（Kermit's Letter and Number's Segments）』
こちらのコーナーでは、『カーミットが文字のKを描くコーナー』と『数字を数えるコーナー』などが存在し、セサミストリートのキャラクターたちと共演することが多い。アルファベットのコーナーでは、ジョーイという女の子がアルファベットを言う時に間違えてクッキーモンスターと言っていたことがある。
『カーミットニュース（NEWS FLASH）』
キャスターのカーミットが現場の状況を伝えるニュースコーナー。吹き替え版は2種類存在する。冒頭ナレーションは、NHK教育版では大川透が担当（テレビ東京版は不明）。
『エルモズワールド（Elmo's World）』
　『カエル（Frog）』というエピソードに登場。
- 他には歌のコーナーもあり、カーミットが『オン・マイ・ポンド』や『カリビアン・アンフィビアン』などを歌うことがある。

コーナー以外での出演
『セサミストリート 50回目の誕生日（Sesame_Street's 50th Anniversary Celebration）』
セサミストリート50周年スペシャルの特別番組で、俳優のエルビス・コステロと『ビーイン・グリーン』を披露した。

### クロスオーバー作品

#### ザ・エレクトリック・カンパニー
『Out to Lunch』
ザ・エレクトリック・カンパニーの特別番組。キャスターの服を着たカーミットが、セサミストリートの仲間たちと一緒に歌を歌っている。

## フィルモグラフィ
| 登場作品                                                     | 登場期間                               | 備考                                                              |
| テレビ作品                                                   | テレビ作品                             | テレビ作品                                                        |
| ------------------------------------------------------------ | -------------------------------------- | ----------------------------------------------------------------- |
| Sam and Friends                                              | 1955年 – 1961年                        |                                                                   |
| セサミストリート                                             | 1969年 – 1990年 1996年 – 2001年 2009年 |                                                                   |
| Hey, Cinderella!                                             | 1969年                                 |                                                                   |
| The Muppets on Puppets                                       | 1970年                                 |                                                                   |
| The Frog Prince                                              | 1971年                                 |                                                                   |
| The Muppet Musicians of Bremen                               | 1972年                                 |                                                                   |
| The Muppets Valentine Show                                   | 1974年                                 |                                                                   |
| The Muppet Show: Sex and Violence                            | 1975年                                 |                                                                   |
| マペット・ショー                                             | 1976年 – 1981年                        |                                                                   |
| Emmet Otter's Jug-Band Christmas                             | 1977年                                 |                                                                   |
| マペット・ベイビーズ                                         | 1984年 - 1991年                        |                                                                   |
| The Muppets: A Celebration of 30 Years                       | 1986年                                 |                                                                   |
| The Christmas Toy                                            | 1986年                                 |                                                                   |
| A Muppet Family Christmas                                    | 1987年                                 |                                                                   |
| ジム・ヘンソンのファンタジー・ワールド                       | 1989年                                 |                                                                   |
| Cartoon All-Stars to the Rescue                              | 1990年                                 |                                                                   |
| The Muppets at Walt Disney World                             | 1990年                                 |                                                                   |
| The Muppets Celebrate Jim Henson                             | 1990年                                 |                                                                   |
| マペット放送局                                               | 1996年 - 1998年                        |                                                                   |
| The Jerry Lewis MDA Labor Day Telethon                       | 2001年                                 |                                                                   |
| マペットのメリー・クリスマス                                 | 2002年                                 |                                                                   |
| サタデー・ナイト・ライブ                                     | 1975年/1976年 2004年 2011年            |                                                                   |
| マペットのオズの魔法使い                                     | 2005年                                 | かかし役でも出演。                                                |
| Mr. Magorium's Wonder Emporium                               | 2007年                                 | カメオ出演                                                        |
| スタジオDC:オールスター・ライブ                              | 2008年                                 |                                                                   |
| A Muppets Christmas: Letters to Santa                        | 2008年                                 |                                                                   |
| 30 ROCK/サーティー・ロック                                   | 2012年                                 | シーズン7 第8話『My Whole Life Is Thunder』でゲスト出演。         |
| グッドラック・チャーリー                                     | 2013年                                 | シーズン4 第1話『夢のおうち（Duncan Dream House）』でゲスト出演。 |
| Lady Gaga and the Muppets Holiday Spectacular                | 2013年                                 | マペッツたちがレディー・ガガと共演。                              |
| ザ・マペッツ                                                 | 2015年 - 2016年                        | テレビシリーズ、日本ではAXNで放送。                               |
| マペット・ベビー                                             | 2018年 - 2022年                        |                                                                   |
| セサミストリート 50回目の誕生日                              | 2019年                                 |                                                                   |
| ふしぎの国 アンフィビア                                      | 2020年                                 | シーズン2 第5話『本当の自分』より、クランペットという名前で登場。 |
| The Masked Singer                                            | 2021年                                 | カタツムリの衣装を着た上でゲスト出演。                            |
| 映画作品                                                     |                                        |                                                                   |
| マペットの夢みるハリウッド                                   | 1979年                                 |                                                                   |
| マペットの大冒険/宝石泥棒をつかまえろ!                       | 1981年                                 |                                                                   |
| マペットめざせブロードウェイ!                                | 1984年                                 |                                                                   |
| セサミストリート ザ・ムービー: おうちに帰ろう、ビッグバード! | 1985年                                 |                                                                   |
| マペットのクリスマス・キャロル                               | 1992年                                 | ボブ・クラチット役で登場。                                        |
| マペットの宝島                                               | 1996年                                 | スモレット船長役で登場。                                          |
| ゴンゾ宇宙に帰る                                             | 1999年                                 |                                                                   |
| ザ・マペッツ                                                 | 2011年                                 |                                                                   |
| ザ・マペッツ2/ワールド・ツアー                               | 2014年                                 |                                                                   |
| 配信作品                                                     |                                        |                                                                   |
| マペット大集合!                                              | 2020年                                 |                                                                   |
| マペットのホーンテッドマンション                             | 2021年                                 |                                                                   |
| VHSビデオ作品                                                |                                        |                                                                   |
| Muppet Classic Theater                                       | 1994年                                 |                                                                   |
| カーミットのどろんこ大冒険                                   | 2002年                                 |                                                                   |